# Хямяляйнен, Калеви
Калеви Хямяляйнен (фин. Kalevi Hämäläinen; 13 декабря 1932 года, Юва — 10 января 2005 года, Юва) — финский лыжник, олимпийский чемпион, чемпион мира. Специализировался в гонках на длинные дистанции.

## Карьера
На Олимпийских играх 1956 года в Кортина-д’Ампеццо, занял 20-е место в гонке на 30 км.
На Олимпийских играх 1960 года в Скво-Вэлли, завоевал золотую медаль в гонке на 50 км, в которой лишь на 20 секунд опередил своего партнёра по команде, занявшего второе место Вейкко Хакулинена, кроме того был 12-м в гонке на 30 км.
На Олимпийских играх 1964 года в Инсбруке, занял 16-е место в гонке на 50 км.
За свою карьеру чемпионатах мира завоевал одну золотую и две бронзовые медали. Наиболее успешным стал для Хямяляйнена чемпионат мира 1958 года в Лахти, на котором он завоевал золото в гонке на 30 км и бронзу в эстафете.